# Samia - Den lille drømmer
Samia - Den lille drømmer er en italiensk/tysk/belgisk film fra 2024, der er instrueret af Yasemin Şamdereli og Deka Mohamed. Det er en biografisk film om den somaliske pige Samia Yusuf Omar, der på trods af modstand i hjemlandet, hvor den militante islamistiske gruppe al-Shabaab forhindrer kvinder i at dyrke sport, i 2008 som 17-årig deltog i 200-meterløbet for kvinder ved de olympiske lege i Beijing. Fire år senere druknede hun 21 år gammel som bådflygtning på Middelhavet, da hun forsøgte at komme til Europa.
Filmen er baseret på en bestseller af den italienske forfatter Giuseppe Catozzella. Instruktøren Yasemin Şamdereli har tidligere stået bag filmen Almanya – Velkommen til Tyskland. Samia - Den lille drømmer vandt prisen "Special Jury Mention for an International Narrative Feature" ved Tribeca Film Festival i 2024.

## Handling
Filmen fortæller historien om den somaliske pige Samia Yusuf Omar, der blev et symbol på kampen for frihed og kvinders rettigheder over hele verden. Den selvstændige pige var hurtig til at løbe og drømte sammen med sin bedste ven Ali om en dag at blive berømt for sit talent. Da hun var barn, rasede Borgerkrigen i Somalia, og det var forbudt for kvinder at dyrke idræt, så drømmen virkede uopnåelig. Samia fik dog hjælp fra sin familie og trænede flittigt i skjul for at opnå sin drøm om at deltage i Sommer-OL 2008 i Beijing.
Det meste af filmen er en lang krydsklipning mellem OL-forberedelserne i hjembyen og den senere rejse som flygtning gennem Nordafrika og over Middelhavet, der ender med at koste Samia hendes liv.

## Medvirkende
- Ilham Mohamed Osman - Samia
- Elmi Rashid Elmi
- Fathia Mohamed Absie
- Riyan Roble - Samia som barn

## Modtagelse

### Danmark
Politiken tildelte filmen fire hjerter  ud af seks og skrev, at den netop nåede i mål som en bevægende og opløftende film og undgik det sentimentale på grund af den lethed, som den egentlig tragiske historie blev fortalt med. Filmmagasinet Ekko gav tilsvarende filmen fire stjerner. Anmelderen kaldte filmen for medrivende og engagerende, men mente, at den ikke helt indfriede potentialet i Samias liv, hvor virkeligheden overgik fiktionen. I Information skrev Lone Nikolajsen, at filmen var medrivende og lod sportsplottet fungere som et prisme, som den geopolitiske uretfærdigheds mange facetter kom til syne igennem.